# Petitionsausschuss des bayerischen Landtags
Der Petitionsausschuss des bayerischen Landtags ist ein Ausschuss des Bayerischen Landtags. Offiziell heißt er Ausschuss für Eingaben und Beschwerden. Er befasst sich fast ausschließlich mit Petitionen, das sind Eingaben oder Beschwerden von Bürgern. Er gehört zu den vierzehn ständigen Ausschüssen des bayerischen Landtags. Seit November 2023 ist Gülseren Demirel (B’90/Grüne) Vorsitzende des Petitionsausschusses.

## Arbeit
In der 17. Wahlperiode behandelte der Petitionsausschuss rund ein Drittel der im Landtag eingegangenen Petitionen. Seine Schwerpunkte waren dabei Bau- und Wohnungsangelegenheiten, aufenthaltsrechtliche Fragen, Ausbildungsförderungs- und Schulwegkostenangelegenheiten, das Fahrerlaubniswesen und Gnadengesuche und Beschwerden aus Justizvollzugsanstalten und Bezirkskrankenhäusern.
Die Geschäftsordnung des bayerischen Landtags regelt, dass Petitionen direkt vom zuständigen Fachausschuss oder dem Petitionsausschuss behandelt werden kann.

## Petitionen
Bürger, die sich von einer Landesbehörde falsch behandelt fühlen, können sich mit einer formlosen, schriftlichen Beschwerde an den Landtag wenden. Auch die Abgabe einer Online-Petition über dessen Internetseiten ist möglich.

## Petitionsrecht
Das Recht auf Petition ist im Grundgesetz verankert. Auch laut Bayerischer Verfassung haben „alle Bewohner Bayerns […] das Recht, sich schriftlich mit Bitten und Beschwerden an die zuständigen Behörden oder an den Landtag zu wenden.“ Dieses Recht wird im Bayerischen Petitionsgesetz konkretisiert: Es „steht jeder Person zu, unabhängig von ihrem Wohnort und ihrer Staatsangehörigkeit“ sich mit Petitionen an den Bayerischen Landtag zu wenden.

## Geschichte
Bereits die Verfassung des Königreichs Bayern von 1818 enthielt in Titel VII § 21 der Verfassung ein Petitionsrecht.

„Jeder einzelne Staatsbürger, so wie jede Gemeinde kann Beschwerden über Verletzung der constitutionellen Rechte an die Stände-Versammlung, und zwar an jede der beyden Kammern bringen, welche sie durch den hierüber bestehenden Ausschuß prüft, und findet dieser sie dazu geeignet, in Berathung nimmt.“

Entsprechend richtete sowohl die Kammer der Abgeordneten als auch der Reichsrat einen Petitionsausschuss ein.